# ミルザ・ダヴド・グセイノフ
ミルザ・ダヴド・バギル・オグルィ・グセイノフ（ヒュセイノフ）（ロシア語: Мирза Давуд Багир оглы Гусейнов、アゼルバイジャン語: Mirzə Davud Bağır oğlu Hüseynov / Мирзә Давуд Һүсејнов、1894年3月 - 1938年4月21日）は、アゼルバイジャンの革命家・政治家。

## 生涯
1894年3月、ロシア帝国バクー県バクーでムッラーの家庭に生まれた。1906年から1913年までバクー実科学校で学び、卒業後は同年からモスクワ商科学院で学んだ。二月革命後に商科学院を中退してバクーへ戻り、若者や学生の間でプロパガンダ活動を行った。翌1918年11月にボリシェヴィキへ入党し、1919年3月から1920年までヒュンメト議長やボリシェヴィキ・カフカース地方委員会、軍事革命委員会メンバーとして、アゼルバイジャン民主共和国のミュサヴァト党政権との戦いに備えた。
1920年2月に開催されたアゼルバイジャン共産党第1回大会で党中央委幹部会議長に選出され、同月12日から7月23日までその地位にあった。アゼルバイジャン社会主義ソビエト共和国の成立後は同年4月から翌1921年5月まで革命委副議長、1920年10月から党中央委政治局員、1920年4月28日から1921年5月まで財務人民委員、同月から11月まで外務人民委員および高等経済会議議長を歴任した。1920年9月の東方諸民族大会においては宣伝・行動会議メンバーに選出されている。
翌1922年から1923年1月まではロシア共和国民族問題副人民委員を務め、同月からはザカフカース連邦共和国の外務人民委員を同年7月まで、人民委員会議副議長と財務人民委員を1929年11月まで務めた。全連邦共産党ザカフカース地方委とその幹部会メンバー、第14回と第16回の連邦党大会出席者ともなり、1930年2月から1933年12月25日まではタジキスタン共産党中央委第一書記も務めたが、やがてはヨシフ・スターリンに嫌われてロシア共和国教育人民委員部へ左遷され、翌1934年から1937年まで非ロシア人学校部部長を務めた。
1937年にグセイノフは逮捕され、翌1938年4月21日、バクーで他のアゼルバイジャン共和国元高官（ルフッラ・アフンドフ、スルタン・メジド・エフェンディエフ、ダダシュ・ブニアザーデら）と同じく銃殺刑に処された。後に名誉回復がなされた。

## 親族
妹のルギヤ・アジモヴァはアゼルバイジャン共和国婦人会議の創始者の一人となった。妻のタマラ・ホイスカヤは、アゼルバイジャン民主共和国の首相を務めたファタリ・ハン・ホイスキーの娘であった。「人民の敵」の娘と結婚したことはミルザ・ダヴドの粛清の一因にもなったが、ミルザ・ダヴドは最後までタマラと別れようとはしなかった。夫の失脚後はタマラも逮捕され中央アジアへ流刑されたが、1956年に名誉回復され、1990年にバクーで死去した。